# Frank Jarvis
Frank Washington Jarvis (født 31. august 1878 i Californien, død 2. juni 1933) var en amerikansk atlet, som deltog i OL 1900 i Paris.

## Atletikkarriere
Jarvis gik på Princeton University, hvor han var en del af atletikholdet. Her vandt han det amerikanske mesterskab i 100 yards løb og collegemesterskabet i 440 yards løb i 1898 samt collegemesterskabet i 1900 i 220 yards løb.
Ved OL 1900 i Paris var han tilmeldt i fem discipliner, men deltog kun i de to trespringskonkurrencer (med og uden tilløb), dog uden at blande sig i topstriden. Derudover løb han 100 m løb. Her satte han ny verdensrekord i indledende heat med 10,8 sekunder, en rekord der blev tangeret af hans landsmand Walter Tewksbury i semifinalen. Favoritten var imidlertid en anden amerikaner, Arthur Duffey, der havde vundet det amerikanske mesterskabi 100 yards løb kort inden legene. I finalen lagde han sig i spidsen, men faldt uventet, da han fik en muskelskade. Jarvis kunne lukrere på dette og vandt guld i tiden 11,0 sekunder, men Tewksbury blev nummer to og australieren Stan Rowley nummer tre.

## Videre karriere
Jarvis blev senere jurist fra University of Pittsburgh og virkede efterfølgende som advokat i denne by.